# لوسي برونز
لوسيا روبرتا توف برونز (الإنجليزية: Lucia Roberta Tough Bronze؛ مواليد 28 أكتوبر 1991) هي لاعبة كرة قدم إنجليزية تلعب في مركز الدفاع مع نادي ليون و‌منتخب إنجلترا لكرة القدم.

## وصلات خارجية
- لوسي برونز على موقع الاتحاد الدولي (مؤرشف)  (الإنجليزية)
- لوسي برونز على موقع الاتحاد الأوربي (الإنجليزية)
- لوسي برونز على موقع إي إس بي إن إف سي (الإنجليزية)
- لوسي برونز على موقع قاعدة بيانات كرة القدم.إي يو (الإنجليزية)
- لوسي برونز على موقع ليكيب (الفرنسية)
- لوسي برونز على موقع Soccerway.com (الإنجليزية)
- لوسي برونز على موقع أوليمبيديا (الإنجليزية)
- لوسي برونز على موقع اللجنة الأولمبية البريطانية (الإنجليزية)